# Mokumea
Mokumea là một chi ốc biển, là động vật thân mềm chân bụng sống ở biển trong họ Columbellidae.

## Các loài
Các loài trong chi Mokumea gồm có:
- Mokumea mokum Faber, 2004[2]